# Gottschalk z Heiligenkreuzu
Gottschalk z Heiligenkreuzu byl v letech 1133–1147 prvním opatem tehdy nově založeného kláštera v rakouském Heiligenkreuzu.

## Život
Datum a místo narození Gottschalka není známo. V blíže neurčené době vstoupil do cisterciáckého kláštera Morimond, složil v něm řeholní sliby a po studiu teologie byl vysvěcen na kněze. V roce 1133 podnikli morimondští mniši filiaci do Heiligenkreuzu, a prvním opatem nové komunity se v témže roce stal právě Gottschalk. Za jeho opatské éry došlo k vybudování prvních konventních budov, v nichž pak od roku 1135 mohla žít komunita plně v duchu cisterciáckých zvyklostí. Gottschalk zemřel v roce 1147 (některé prameny uvádí, že zemřel již v roce 1141).